# Serko (cheval)
Pour les articles homonymes, voir Serko.

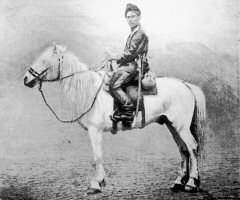
Serko et Pechkov. Gravure parue dans Kniga o Lochadi du prince Ouroussov, tome 1, page 163 (Saint-Pétersbourg, 1902)

Serko est un petit cheval gris de 1,37 m et de type Amourski. Avec son cavalier cosaque Dimitri Pechkov, il aurait réalisé l'un des plus grands raids équestres de tous les temps.

## Description

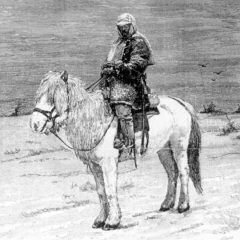
Serko et Dimitri Pechkov

Serko est un petit cheval hongre gris acheté pour 150 roubles à la stanitsa de Constantinovskaya. Comme tous les chevaux de type Amourski (nommés Poney de Mandchourie en Chine), il a un chanfrein fortement convexe, des ganaches lourdes, une encolure épaisse et courte, et il est de petite taille, soit 1,37 m. C'est un petit cheval d'allure grossière mais très résistant et doué d'une grande endurance.

## Le raid de Pechkov et Serko
L'histoire vraie se mêle à la légende pour décrire le raid de la fin du XIXe siècle. Le cosaque Dimitri Pechkov et sa monture Serko ont parcouru près de neuf mille kilomètres en moins de deux cents jours et sans jamais changer de monture. À cette époque, des villages cosaques étaient établis le long du Fleuve Amour, pour assurer la sécurité près de la frontière entre la Russie et la région de Mandchourie en Chine. On ne sait pas quelle raison a poussé Dimitri Nicolaïevitch Pechkov à se lancer dans le raid. Le film tiré de son histoire, Serko, évoque la nécessité de prévenir le tsar du sort des chevaux Amourski, alors tués à grande échelle pour nourrir les ouvriers de la ligne de chemin de fer, mais il pourrait bien s'agir d'un pari, ou de la simple volonté d'établir un record.
C'est le 7 novembre 1889 que Dimitri quitta Blagovechtchensk, monté sur Serko. Le 19 mai 1890 ils arrivèrent tous les deux à Saint-Pétersbourg après avoir traversé la Russie d'est en ouest à travers des régions particulièrement inhospitalières, faites de steppes, de forêts, et de territoires enneigés.

## Adaptations
Les exploits de Serko ont donné naissance à :
- un roman (Serko) de Jean-Louis Gouraud ;
- un film (Serko - 2006), réalisé par Joël Farges d'après le roman de Gouraud[3].